# Баркор

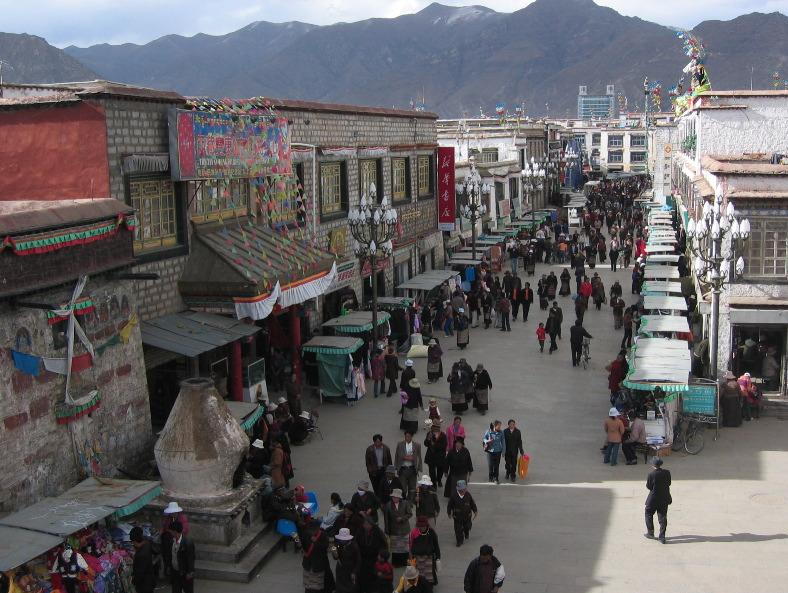
Вид на площадь Баркор

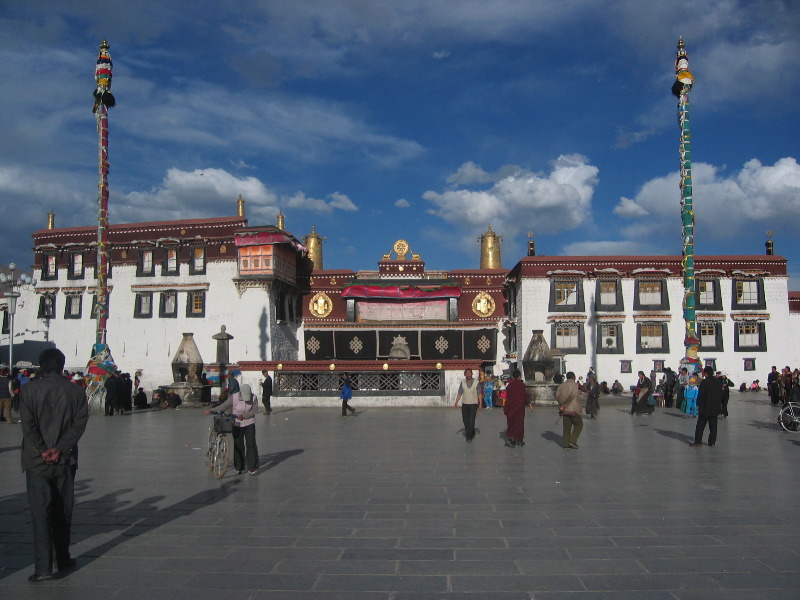
Площадь Баркор и храм Джоканг

Баркор, или Баркхор (тиб. བར་སྐོར་, Вайли bar-skor) — квартал из узких улочек и городской площади, расположенных вокруг храма Джоканг в Лхасе, Тибет. Одна из основных туристических достопримечательностей.

## Баркор-кора
Баркор является популярным местом для совершения ритуального обхода (ко́ра) для паломников и местных жителей. Длина Баркор-коры составляет около километра и окружает весь храм Джоканг, бывшую резиденцию Государственного Оракула и ряд домов знати в том числе здания Тромциканг и Джамканг. По четырём углам коры расположены четыре больших курительницы (sangkangs), в которых постоянно горят благовония, чтобы угодить богам для защиты Джоканга. Вдоль всей коры установлены молитвенные барабаны с мантрой Ом мани падме хум, которые паломники раскручивают правой рукой, проходя мимо, и «прочитывая» таким образом мантру.
Площадь и храм окружены двумя кольцами небольших магазинов и лотков, торгующих религиозными принадлежностями. Артистичные тибетцы с удовольствием торгуются, превращая торговлю в аттракцион. Для общения с иностранцами продавцы используют калькулятор, на котором набирают предлагаемую цену, а покупатель в ответ — свою, и понемногу приближаясь друг к другу в цене, стороны приходят к взаимовыгодной сделке.

## Демонстрации на площади
Храм Джоканг был символическим центром тибетского протеста с 1987 года, а на площади Баркор неоднократно проводились демонстрации. В 1989 году, когда Далай-лама XIV получил Нобелевскую премию мира, жители праздновали это событие, разбрасывая на площади цампу. После того как правительство Китая осудило вручение премии Далай-ламе, жителей, которые продолжали такие демонстрации, арестовывали.
В 2008 году площадь перекрывалась полицией на короткое время в период беспорядков в Тибете.

## См.также
- Джоканг
- Кора